# Jack Brooksbank
Jack Christopher Stamp Brooksbank (* 3. května 1986 Londýn) je anglický manažer a vyslanec značky, který je ženatý s princeznou Eugenií, neteří krále Karla III.

## Mládí a rodina
Brooksbank se narodil 3. května 1986 v nemocnici svatého Tomáše v Lambethu v Londýně. Byl pokřtěn ve Strážní kapli ve Wellingtonových kasárnách. Je nejstarším synem absolventa Etonu George Edwarda Hugha Brooksbanka (1949–2021), ředitele společnosti a autorizovaného účetního, a jeho ženy Nicole (rozená Newtonová; * 1953), pravnučky jak sira Arthura Hollanda (1843–1928), tak sira Fredericka Charltona Meyricka, 2. baroneta.

## Vzdělání a kariéra

Erb baronetů Brooksbanků

Brooksbank byl vzděláván na Stowe School v Buckinghamshire a poté na Bristolské univerzitě, kterou opustil bez získání titulu. Jeho první práce byla v barovém průmyslu jako barman. Následně byl generálním ředitelem Mahiki, nočního klubu v Mayfair, který v mládí často navštěvovali bratranci jeho manželky princ William a princ Harry. Později pracoval jako vyslanec značky pro Casamigos tequila. Měl také údajně vlastní velkoobchod s vínem. V roce 2022 začal pracovat v marketingu, prodeji a propagaci pro společnost Discovery Land Company developera Michaela Meldmana v Portugalsku.

## Svatba a rodina
Hlavní článek: Svatba princezny Eugenie a Jacka Brooksbanka
V roce 2011 začal chodit s princeznou Eugenií z Yorku, mladší dcerou prince Andrewa, vévody z Yorku a Sarah, vévodkyně z Yorku. Setkali se v roce 2010, kdy mu bylo 24 let a princezně Eugenii 20 let. Dne 22. ledna 2018 kancelář vévody z Yorku v Buckinghamském paláci oznámila jejich zasnoubení. V dubnu 2018 se pár přestěhoval z jejich rezidence v St James's Palace do Ivy Cottage v areálu Kensingtonského paláce. Jejich svatba se konala 12. října 2018 v kapli sv. Jiří na hradě Windsor. Na rozdíl od spekulací o tom, že Brooksbank dostane titul „hrabě z Northallertonu“, nebyl po svatbě do královské rodině povýšen do šlechtického stavu, a to v návaznosti na trend posledních let, kdy prostému muži není udělen titul po manželství s princeznou.
První syn páru, August Philip Hawke Brooksbank, se narodil 9. února 2021 v Portland Hospital v Londýně. V době svého narození byl jedenáctým v linii následnictví britského trůnu. August byl pokřtěn spolu s Lucasem Tindallem, synem sestřenice princezny Eugenie Zary Tindallové, 21. listopadu 2021 v královské kapli Všech svatých v parku ve Windsoru během soukromého obřadu, kterého se zúčastnila královna Alžběta II. Dvojici se 30. května 2023 narodil druhý syn Ernest George Ronnie Brooksbank.

## Vyznamenání
| Datum          | Jmenování                                        | Stuha |
| -------------- | ------------------------------------------------ | ----- |
| 6. února 2022  | Platinová jubilejní medaile královny Alžběty II. |       |
| 6. května 2023 | Korunovační medaile krále Karla III.             |       |